# رايموند كورت
رايموند كورت هو بواق سويسري، ولد في 2 ديسمبر 1932 في لوزان في سويسرا، وتوفي بنفس المكان في 3 مارس 2012.

## وصلات خارجية
- رايموند كورت على موقع IMDb (الإنجليزية)
- رايموند كورت على موقع ميوزك برينز (الإنجليزية)
- رايموند كورت على موقع ديسكوغز (الإنجليزية)